# Montboucher-sur-Jabron
Montboucher-sur-Jabron é uma comuna francesa na região administrativa de Auvérnia-Ródano-Alpes, no departamento de Drôme. Estende-se por uma área de 9,8 km². Em 2010 a comuna tinha 2 445 habitantes (densidade: 249,5 hab./km²).